# 2015 год в архитектуре
2015 год в архитектуре включает ряд значимых архитектурных событий, завершение строительства новых зданий, а также уход из жизни когорты ведущих архитекторов.

## Здания
Список значимых построек открытых в 2015 году:

### Общественные здания
- 432 Парк-авеню — сверхвысокий небоскрёб, строящийся в нью-йоркском районе Мидтаун на Парк-авеню между 57 и 56 улицами. Проект разработан CIM Group. Строительство начато в 2012 году и планируется к завершению в 2015. По первоначальному проекту высота составляла 396 метров[1][2]. Строительству предшествовал снос 495-местной гостиницы Drake Hotel, построенной в 1926 году. Гостиница была выкуплена за 440 миллионов долларов застройщиком Гарри Маклоу в 2006 году, после чего была снесена. Освободившийся участок из-за своего расположения стал одним из наиболее ценных в Нью-Йорке[3]. Общая стоимость строительства составляет 1,25 миллиарда долларов[4].
- Башня Федерация — самый высокий небоскрёб в Европе[5], флагманский небоскрёб, строящийся в Москве на 13-м участке Московского международного делового центра.
- Большой Египетский музей — археологический музей в Гизе (Египет).
- Шанхайская башня — сверхвысокое здание[6] в районе Пудун города Шанхай в Китае.
- Штаб-квартира Европейского центрального банка — офисный небоскрёб в городе Франкфурт-на-Майне, Германия. Штаб-квартира Европейского центрального банка с 2015 года. Занимает 4-е место (если измерять «по антенне / шпилю»; если по «архитектурной высоте», то 7-е место) в списке самых высоких зданий Франкфурта-на-Майне, те же места в аналогичном списке для всей Германии (так как 10 самых высоких зданий страны расположены именно во Франкфурте-на-Майне) и 20-e (33-е) место в аналогичном списке для Европейского союза[англ.].
- New Bauhaus Museum Weimar[англ.]
- Музей американского искусства Уитни — одно из крупнейших собраний современного американского искусства (XX—XXI век).
- Национальная галерея Сингапура

### Аэропорты
- Hakkari Yüksekova Airport[англ.]
- Huizhou Pingtan Airport[англ.]
- Ordu-Giresun Airport[англ.]
- Yantai Penglai International Airport[англ.]

### Транспортные сооружения
- Regatta ferry wharf[англ.]
- Milton ferry wharf[англ.]
- Mersin Bus Terminus[англ.]
- Brooke Street Pier[англ.]
- World Trade Center (PATH station)[англ.]

### Муниципальные здания
- Parliament House (Malta)

### Энергетические сооружения
- Koldam Dam[англ.]
- Smoky Falls Generating Station[англ.]

## События
- 4-6 ноября — восьмой ежегодный Всемирный фестиваль архитектуры, который проходит в Сингапуре.
- 1 мая-31 октября — Всемирная выставка в Милане («Экспо-2015»). Тема выставки: «Накормить планету. Энергия для жизни»[7].

## Награды
- Золотая медаль AIA — Моше Сафди;
- Притцкеровская премия — Фрай Отто.

## Скончались
- 16 января — Иэн Азфиелд[англ.], 74 лет — новозеландский архитектор;
- 9 февраля — Джон Джерд, 75 лет — американский архитектор;
- 9 марта — Фрай Отто, 89 лет — немецкий архитектор и инженер-строитель. Получил всемирное признание как создатель тентовых и мембранных конструкций, которые он применял в своих сооружениях;
- 12 марта — Майкл Грейвз, 80 лет — американский архитектор;
- 19 марта — Карлос Михарес Брачо[англ.], 84 года — мексиканский архитектор;
- 20 марта — Валентин Фёдорович Назаров[8] — архитектор, градостроитель, академик и автор Генплана Петербурга 2005 года;
- 22 марта[9] — Ли Куан Ю;
- 15 апреля[10] — Эдвард Тосунян;
- 28 апреля — Эйнар Торстейн[англ.], 73 года — исландский архитектор;
- 11 мая — Дерек Уокер[англ.], 85 лет — английский архитектор и градостроитель;
- 29 мая[11] — Олег Валентинович Горюнов.